# Hellenbach (Ahr)
Der Hellenbach ist ein knapp acht Kilometer langer, orographisch rechter und südlicher Nebenfluss der Ahr im rheinland-pfälzischen Landkreis Ahrweiler.

## Name
Der Hellenbach führt im Oberlauf den Namen Löhndorfer Bach, er ist in manchen Karten auch als Kuhbach verzeichnet.

## Geographie

### Verlauf
Der Hellenbach entspringt etwa zwei Kilometer nördlich von Königsfeld. Die Quelle liegt auf einer Höhe von ca. 291 m ü. NHN. Von hier aus fließt der Bach nach Nordosten, erreicht Schloss Vehn und unterquert die Autobahn A 61. Er setzt seinen Weg nach Nordosten fort und fließt durch den Sinziger Ortsbezirk Löhndorf. Von hier begleitet er die Kreisstraße 44 bis zum Ortsbezirk Westum, wo er den Bach vom Gerhardshof aufnimmt. Er schwenkt nach Norden und mündet in Sinzig in den dort von Westen kommenden Rhein-Zufluss Ahr.

### Einzugsgebiet und Zuflüsse
Das 11,7 km² große Einzugsgebiet entwässert über Ahr und Rhein zur Nordsee.
| Name                                | GKZ        | Lage   | Länge in km | EZG in km² | Mündung      |
| ----------------------------------- | ---------- | ------ | ----------- | ---------- | ------------ |
| Pflugskopfbach                      | 2718996-12 | links0 | 001,7410    | 0001,0810  | Schloss Vehn |
| Seelbach                            | 2718996-14 | rechts | 000,4920    | 0000,5030  | Löhndorf     |
| Bach vom Gerhardshof (auch Kuhbach) | 2718996-2  | rechts | 002,4430    | 0003,5660  | Westum       |

## Bilder

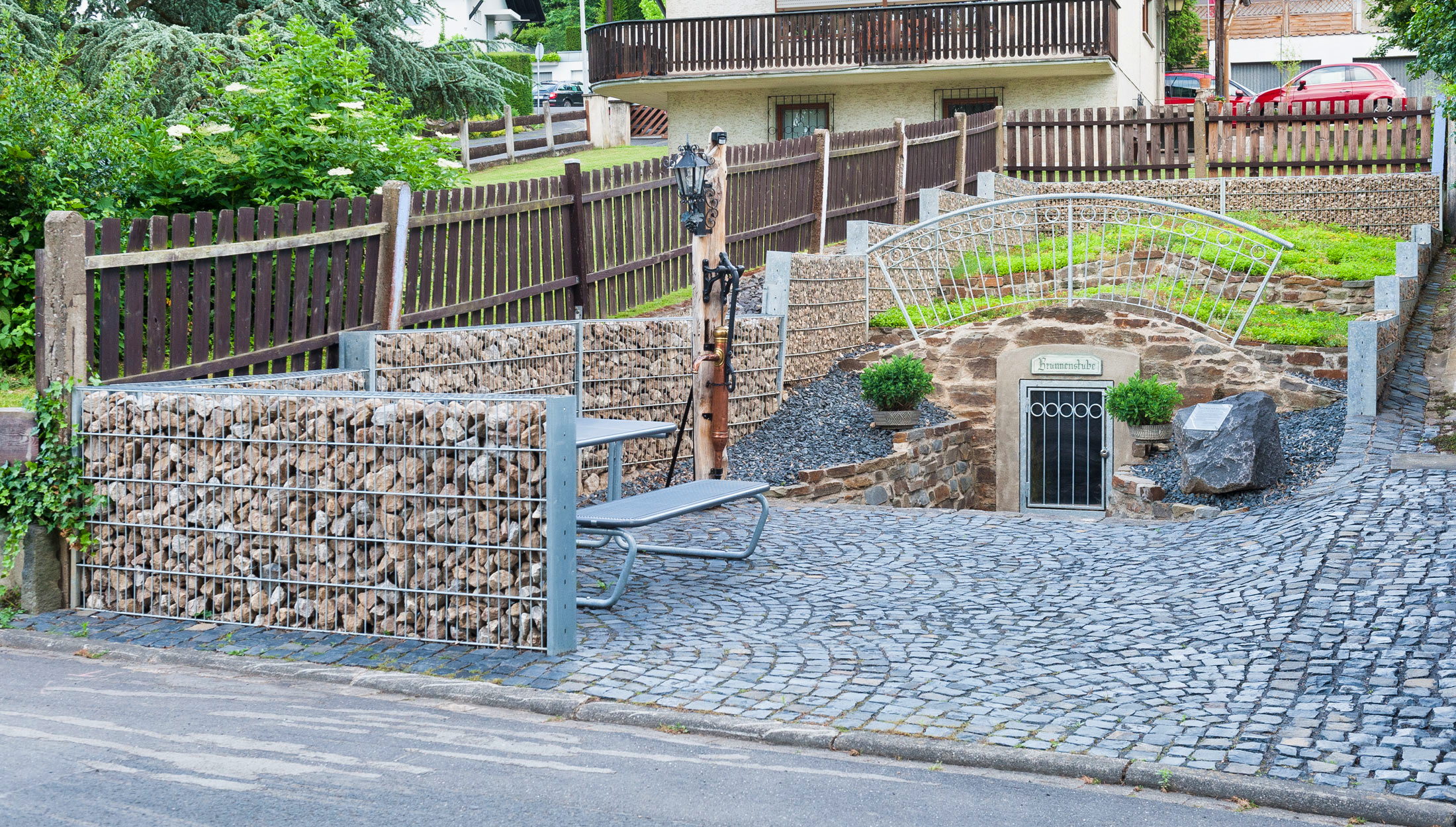
Hellenbach-Brunnenstube in Sinzig-Westum
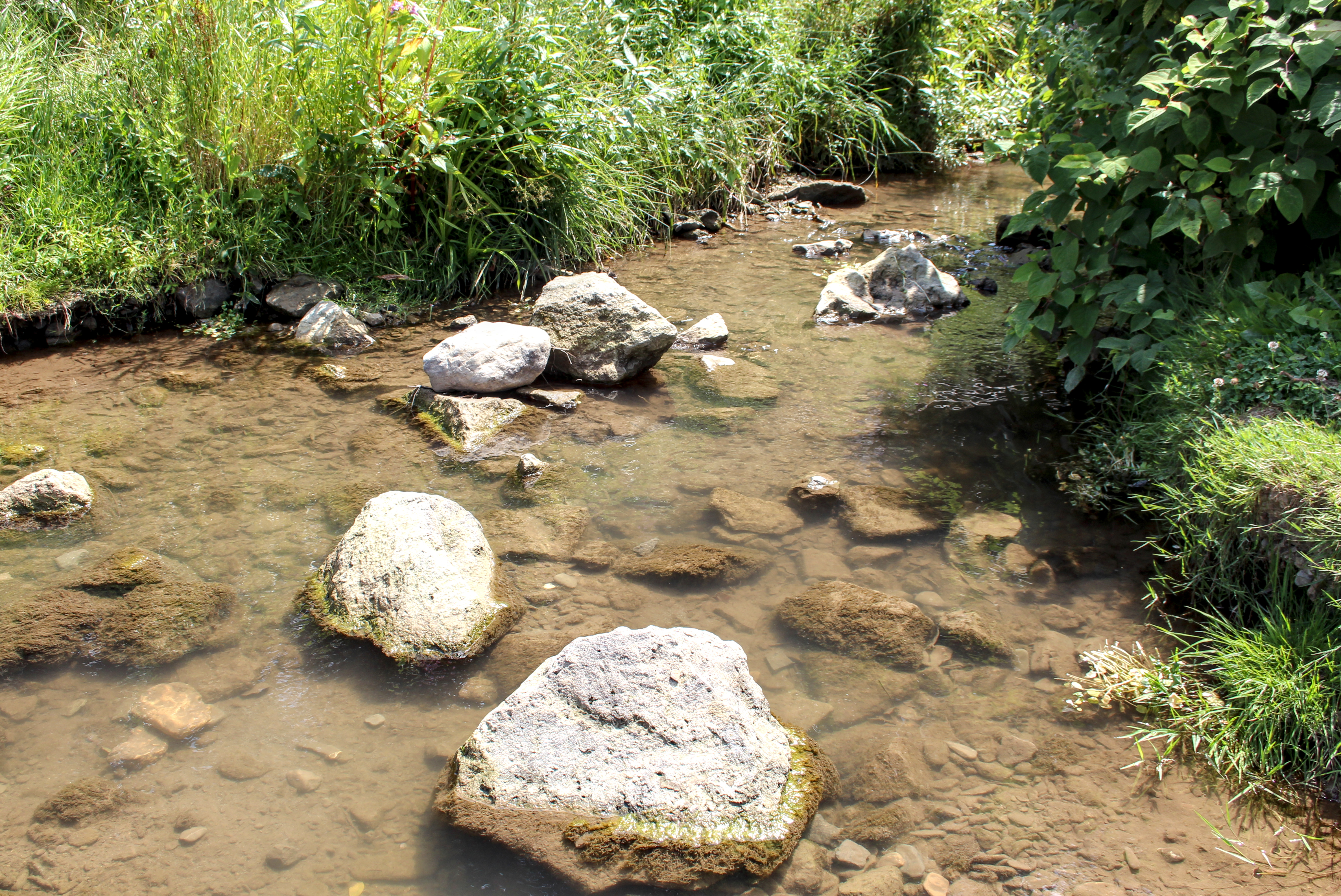
Der Hellenbach kurz vor der Mündung
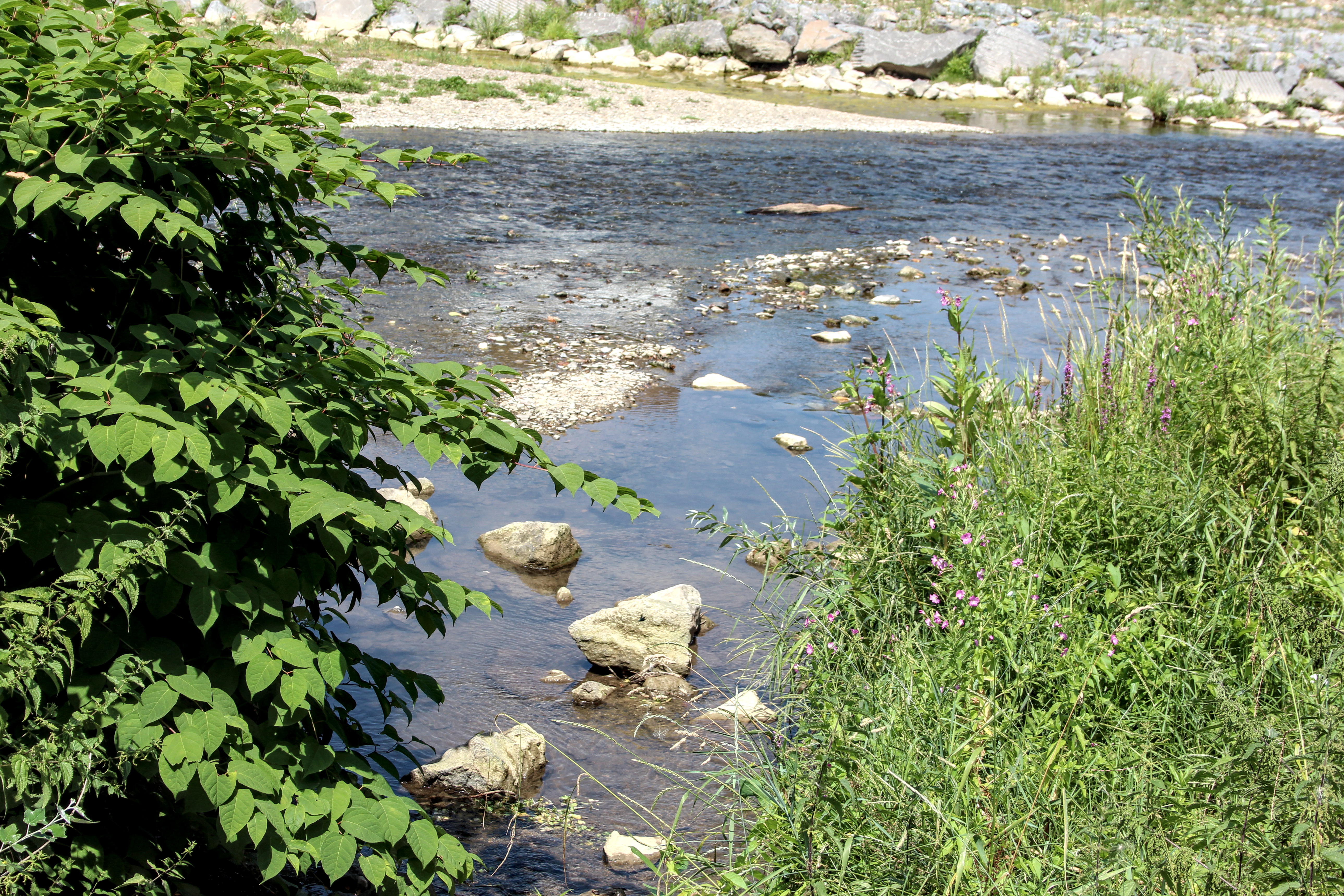
Mündung des Hellenbach (unten) in die Ahr